# Шаров, Николай Николаевич
Николай Николаевич Шаров (род. 2 августа 1940) — советский хоккеист, вратарь.
Воспитанник ленинградского «Авангарда». С сезона 1958/59 — в составе этой команды, переименованной в «Кировец», в чемпионате СССР. Перед сезоном 1962/63 был взят в ленинградский СКА новым тренером Николаем Пучковым. В этом сезоне не играл, в следующем провёл по разным данным два или три матча. Затем играл в низших лигах за «Спартак» Ленинград (1964/65), «Динамо» Ленинград (1965/66), «Металлург» Череповец (1966/67 — 1968/69).